# Here We Go Again
Here We Go Again —en español: Aquí vamos de nuevo— es el segundo álbum de estudio de la cantante estadounidense Demi Lovato, lanzado el 21 de julio de 2009 por el sello Hollywood Records. A diferencia de su disco anterior, Don't Forget, Lovato no trabajó con The Jonas Brothers, ya que quiso trabajar con personas diferentes y darle un enfoque personal al álbum. Para la preparación, participaron productores y compositores como John Fields —el productor principal de Here We Go Again y Don't Forget—, E. Kidd Bogart, Gary Clark, Toby Gad, John Mayer, Jon McLaughlin y Lindy Robbins. La cantante escribió con William Beckett, vocalista de la banda The Academy Is..., una canción llamada «For The Love Of A Daughter». Esta habla sobre la relación de Lovato con su padre, pero fue considerada muy intensa para el público y no fue incluida en el álbum. Sin embargo, después formó parte del tercer álbum de estudio de Lovato, Unbroken (2011).
Musicalmente, Here We Go Again se deriva principalmente de los géneros pop rock y power pop, mezclados con influencias de R&B y synthpop. La intérprete quiso que el contenido del disco fuese menos rock y más suave que su álbum anterior, con sonidos y letras más maduras. Here We Go Again obtuvo buenos comentarios por parte de los críticos; algunos alabaron a la cantante por no usar manipulaciones vocales, mientras que otros la compararon con Kelly Clarkson.
El disco tuvo una recepción comercial mediana en las listas comerciales. En los Estados Unidos, debutó en la primera posición del Billboard 200, ya que vendió 108 000 copias. Por otro lado, logró ingresar a las primeras cuarenta posiciones en las listas de Australia, Canadá, Brasil, Grecia, Nueva Zelanda, México y España.
Para la promoción del álbum, se lanzaron dos sencillos: «Here We Go Again» y «Remember December». El primero llegó a la posición número quince del Billboard Hot 100, mientras que el segundo alcanzó el puesto ochenta en el UK Singles Chart del Reino Unido.

## Antecedentes y desarrollo

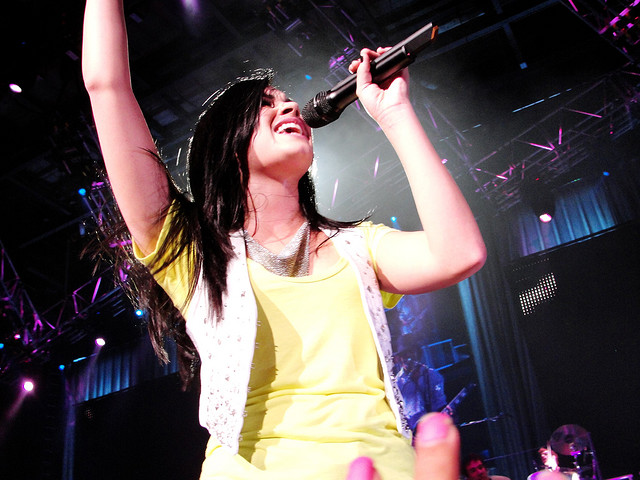
Lovato interpretando «So Far, So Great».

Tras el lanzamiento de su primer disco, Don't Forget, Lovato dijo a MTV que le gustaría «abordar temas profundos en su segundo álbum». Asimismo, afirmó que: 
{{Cita|«Solía escribir canciones [realmente oscuras] cada noche en mi habitación — como, cinco o seis una vez— y [esa ocasión] estuve despierta hasta las cinco de la mañana, y mi mamá llegó y me dijo "¿Que estás componiendo?". Le mostré una pista, y me dijo: "Guau, ve a una terapia". Pero [escribir] es verdaderamente una terapia para mí, así que escribo de todo en las letras de mis canciones. No encontrarán necesariamente un montón de eso en Don't Forget, pero espero que sí en el siguiente disco.»
En enero de 2009, Lovato anunció a MTV que ya había comenzado a escribir las canciones para su segundo álbum de estudio; también comentó que este «tomará un sonido diferente, así que lo revisaré bien. Yo canto mucho rock, pero esta vez quiero hacer canciones al estilo de John Mayer». A diferencia de su álbum debut, no pidió ayuda a The Jonas Brothers, ya que quiso ver como sería su música sin la colaboración del trío. En una entrevista con New York Daily News, la intérprete dijo que «[The Jonas Brothers] eran los únicos con los que yo había escrito. Después que trabajé con otras personas, quise seguir con eso». Además, confesó que su disco debut fue «muy Jonas», mientras que Here We Go Again «es un poco más de lo que viene de mi corazón. Es más yo». Sin embargo, trabajó con Nick Jonas en «Stop the World». John Fields produjo la mayoría de temas del disco, al igual que en Don't Forget. Otras personas que colaboraron el producción fueron SuperSpy, Gary Clark, Andy Dodd y Adam Watts. Además, «Catch Me» es la única canción que la cantante escribió por sí sola. En una entrevista con The New York Times, reveló que la compuso en su habitación y que, para ella, significaba más que el resto del disco.
Después de las sesiones de escritura en enero de 2009, la intérprete empezó a colaborar con Jon McLaughlin y William Beckett de The Academy Is en abril, después de finalizar la primera temporada de su serie Sonny With a Chance. Asimismo, dijo que en dos semanas habían compuesto casi todas las canciones del disco. Además, contactó al mánager de John Mayer por ser una de sus «mayores influencias musicales» y para colaborar con él. Este aceptó la oferta, por lo que Demi dijo «Estaba completamente consternada [que dijera que sí]. Fue más que un sueño piadoso. Nunca pensé que se haría realidad. Él estaba tomando una oportunidad de trabajar con alguien más joven en el campo del pop».
Los dos escribieron tres canciones: «World of Chances», «Shut Up and Love Me» y «The Love is the Answer». Lovato comentó que era intimidante trabajar con Mayer, ya que estaba preocupada por la reacción que tendría sobre sus canciones, y que se emocionaba las veces que la felicitaba. «World of Chances», la primera canción que escribieron juntos, fue la única que quedó en la edición final del disco.
William Beckett de The Academy Is... escribió junto a Lovato el tema «For The Love Of A Daughter». Aunque originalmente no planeaban hacer una canción tan emocional, después de una larga plática ambos escribieron el tema. La pista habla sobre la relación de Lovato y su padre, quien la abandonó con su familia a los dos años de edad. En la canción, le suplica a su papá «dejar la botella de alcohol» y le pregunta: «How could you put your hands on the ones that you swore you loved?» («¿Cómo pudiste levantarles la mano a quienes juraste que amabas?»). Originalmente, iba a formar parte del álbum, pero la intérprete prefirió no incluirla por considerarla «muy fuerte para sus fanáticos».
En una entrevista con Women's Wear Daily, comentó que al igual que el tema en cuestión, otras canciones «emocionales» no fueron incluidas en Here We Go Again. Después, incluyó a «For The Love Of A Daughter» en su tercer álbum de estudio, Unbroken, lanzado en septiembre de 2011.

## Letras y sonidos
La cantante describe a Here We Go Again como «más relajado y maduro con un margen conmovedor». Las letras de las canciones son más personales que su disco debut ya que Lovato se inspiró en sus experiencias de amor y angustia. En una entrevista, dijo que «no tenía un tema en específico» y que quería «que fuera más maduro». Musicalmente, el álbum presenta géneros como el pop rock y el power pop. En una entrevista con New York Daily News, Lovato dijo que el álbum presentaba menos rock y más sonidos suaves con un toque de R&B.
La primera canción y el primer sencillo es «Here We Go Again», la cual fue escrita por Mher Filian, Isaac Hanon y Lindy Robbins y producida por SuperSpy. La canción habla sobre la relación con un chico indeciso, con frases como «Something about you is so addictive»—en español: «Algo en ti es tan adictivo»—. La segunda pista, «Solo», fue coescrita por Lovato y producida por John Fields. El tema habla sobre un rompimiento amoroso. «U Got Nothin' on Me» es la tercera canción del disco producida por SuperSpy, influenciada por géneros como el glam metal de la década de 1980.
«Falling Over Me» es la cuarta pista, coescrita por Demi y Jon McLaughlin y producida por Fields. La canción tiene una melodía hipnótica, mientras que la letra habla sobre «un amor platónico». La quinta canción, «Quiet», habla sobre un romance aburrido. «Catch Me» es el sexto tema del disco, es una balada acústica, escrita por Lovato y dedicada para ella misma, en la que habla de una chica enamorada de un chico de quien no quiere ser novia. La séptima pista es «Every Time You Lie», una canción con influencias de la música jazz, que ha sido comparada con el estilo musical de la banda estadounidense Maroon 5.
«Got Dynamite» es la octava canción del álbum, fue escrita por Gary Clarck, E.Kidd Bogart y por Victoria Horn y producida por Clark. El tema está influenciado de géneros como el rock y el punk rock. La letra de canción tiene metáforas violentas, en ella, Lovato incita a su novio a «hacer estallar» sus defensas, con frases como «Log in and try to hack me/Kick senseless, my defenses»—en español: «Inicia la sesión e intenta hackearme, patea mis sentidos y mis defensas»—.
La novena pista, «Stop the World», fue escrita por Demi y Nick Jonas, la letra del tema habla de enamorarse de «la persona incorrecta». En la misma, hace referencias a la infame pareja de ladrones Bonnie y Clyde. La décima canción del disco, «World of Chances», fue escrita por Lovato y John Mayer, siendo producida por este último. «Remember December» es el undécimo tema, musicalmente influenciado por géneros como el power pop, el synthpop y un poco de techno, en el que habla sobre un romance de invierno.
La duodécima canción, «Everything You're Not», fue escrita Demi, Lindy Robbins y John Fields. En la letra del tema, Lovato canta «I want a gentleman who treats me like a queen/I need respect, I need love»—en español: «Quiero un caballero que me trate como una reina / Necesito respeto, necesito amor»—.
«Gift of a Friend» es la decimotercera pista, coescrita y producida por Adam Watts y Andy Dodd. La letra habla de «no poder ser capaz de ser alguien en la vida sin nuestros amigos». La decimocuarta y última canción del álbum, «So Far, So Great», fue escrita por Aris Archontis, Jeannie Lurie y Chen Neeman, además de ser el tema principal de la serie de Demi Lovato Sonny With a Chance. La canción habla sobre «seguir tus sueños» y está influenciada por el power pop.

## Recepción

### Comentarios de la crítica
Here We Go Again recibió comentarios positivos por parte de los críticos. El sitio web Metacritic otorgó al álbum una puntuación de 65 puntos sobre 100, lo que indica que tuvo en general críticas favorables. Margaret Wappler de Los Angeles Times calificó al disco con tres de cinco estrellas, afirmando que tenía influencias con la música de Kelly Clarkson. Stephen Thomas Erlewine de Allmusic considera al disco «no tan divertido» como Don't Forget, señalando a «Here We Go Again», «Solo», «Remember December» y a «So Far, So Great» como «canciones de energía adolescente», otorgando tres estrellas y media al álbum.
Simon Vozick-Levinson de Entertainment Weekly calificó a Here We Go Again con una B- y elogió a la canción «Got Dynamite». Joey Guerra de The Houston Chronicle calificó al disco con tres estrellas, diciendo que Here We Go Again «no parece mucho un álbum de la factoría de Disney».
Kerry Mason de la revista Billboard elogió al álbum debido a que la voz de Lovato no fue arreglada con Auto Tune, a comparación con otras cantantes de Disney, llamando a Demi un «talento natural». Además dijo que el álbum está «lleno de sorpresas y éxitos» y alabó a «Here We Go Again» y a «Catch Me»
Jeff Miers de The Buffalo News calificó al disco con dos estrellas y media de cuatro, elogiando la exclusión de las manipulaciones digitales en la voz de Demi. Allison Stewart, de The Washington Post comparó a Here We Go Again con la música de Avril Lavigne, diciendo que «con canciones como "World of Chances" y "Every Time You Lie" la carrera musical de Lovato sería muy interesante». Cody Miller de Pop Matters calificó al álbum con cinco de diez estrellas, nombrando a Kelly Clarkson una influencia en él y diciendo que Lovato quiere ser « desesperadamente Kelly Clarkson».

### Recepción comercial
Here We Go Again tuvo una buena recepción en países como Estados Unidos y Brasil. En su primera semana de lanzamiento, el álbum debutó en la primera posición del Billboard 200 de Estados Unidos, con más de 108 000 copias vendidas en esa semana. Con esto, Here We Go Again se convirtió en el cuarto álbum de Disney Music Group en el 2009 que llega a la posición uno. La siguiente semana, el álbum cayó hasta la posición ocho, con 39 000 copias vendidas en esa semana. Hasta mayo de 2012, el álbum vendió más de 471 000 copias en Estados Unidos, según Nielsen SoundScan.
En Canadá, Here We Go Again debutó en el Canadian Albums Chart en la posición cinco, permaneciendo cinco semanas dentro de la lista.
En Australia, el álbum pasó una semana en la lista Australian Albums Chart, alcanzando la posición cuarenta. En Nueva Zelanda, el álbum debutó en la posición diez en la lista New Zealand Albums Chart, pasando un total de nueve semanas dentro.
En México, el disco debutó en la posición cuarenta y cinco en la lista Mexican Albums Chart, alcanzando la posición veinte y cinco en su segunda semana. En Grecia, Here We Go Again debutó en la posición treinta y seis, alcanzando la posición cinco la siguiente semana. En España, el disco pasó trece semanas y alcanzó la posición treinta y cinco. A principios del 2010, el álbum en Japón alcanzó la posición ciento cuarenta y uno en la lista Japan Albums Chart, mientras que en Reino Unido alcanzó la posición ciento noventa y nueve en la lista UK Albums Chart.
En Brasil, el disco alcanzó la posición 20 en la lista CD-Top 20 semanal elaborada por la ABPD la semana del 24 de mayo de 2010. En una rueda de prensa en São Paulo, Brasil, Here We Go Again recibió la certificación de disco de oro por ventas superadas a 20 000 en Brasil.

## Promoción
El estreno mundial de Here We Go Again fue anunciado por primera vez el 18 de julio de 2009 en Radio Disney, donde Demi fue entrevistada por Ernie D' Martínez. Al día siguiente, el álbum estaba disponible en el sitio web de Radio Disney. Para la promoción el lanzamiento del álbum en Reino Unido, Lovato fue invitada a la radioemisora británica BBC Switch mientras que se conectó al sitio Habbo Hotel para conversar con sus fanáticos británicos en enero de 2010.

### Interpretaciones en vivo y gira
El 23 de julio del mismo año, Demi interpretó «Here We Go Again» y «Catch Me» en el programa estadounidense Good Morning America, mientras que cantó «Here We Go Again» en Late Night with Jimmy Fallon y en The View la tarde del mismo día. El 29 de enero de 2010, Lovato interpretó «Remember December» en el programa británico The Alan Titchmarsh Show.
Para la promoción de Don't Forget y Here We Go Again, Demi inició su primera gira titulada Demi Lovato Summer Tour 2009. La gira comenzó el 21 de junio en Hartford, Connecticut, y, previo al lanzamiento del disco, se incluyeron a «Remember December», «Stop the World» y «U Got Nothin 'on Me». El 15 de abril de 2009, fue confirmada la aparición de David Archuleta como telonero, junto a la cantante Jordan Pruitt y la banda femenina KSM. Demi anunció la aparición de Archuleta en su sitio de MySpace, donde escribió: «Estoy tan emocionada con mi propia gira. Me encanta viajar y estar en una ciudad diferente cada noche, eso no pasa de moda».
Las entradas para los conciertos de la gira salieron a la venta el 25 de abril de 2009, pero una oferta especial de preventas fue ofrecida en el club de fanáticos de Lovato el mismo día.

### Sencillos
«Here We Go Again» es el primer sencillo del álbum. El 23 de junio fue puesto como descarga digital. La canción debutó en la posición 51 del Billboard Hot 100 la semana del 11 de julio de 2009, alcanzando la posición quince la semana del 8 de agosto de 2009. «Remember December» es el segundo sencillo oficial del álbum, publicado por primera vez en Europa el 18 de febrero de 2010. El video fue lanzado el 12 de noviembre de 2009, El videoclip cuenta con las apariciones especiales de Meaghan Jette Martin, Anna María Pérez de Tagle y Chloe Bridges, compañeras de Lovato en la película de Disney Channel, Camp Rock 2 (2010). El vídeo fue dirigido por Tim Wheeler, quien había dirigido otros vídeos de Lovato como «La La Land» y «Here We Go Again».
La canción no entró al conteo Billboard Hot 100 debido a que no fue lanzada en los Estados Unidos, pero entró al UK Singles Chart alcanzando la posición ochenta.
Del disco fue publicado un sencillo promocional, titulado «Gift of a Friend», lanzado el 16 de diciembre de 2009, para promover la película Tinker Bell and the Lost Treasure. Además de los sencillos, otras canciones destacaron sin ser lanzadas como sencillos.
«So Far, So Great» es el tema principal de la serie Sonny With a Chance, además fue ubicada en la posición 45 de la lista de las 50 mejores canciones del 2009 según Radio Disney. La semana que finalizó el 8 de agosto de 2009, «Catch Me» debutó en la posición ochenta y nueve del Billboard Hot 100. Además, para mediados de noviembre de 2012, ya había vendido más de 221 000 copias digitales en los Estados Unidos.

## Lista de canciones
- Edición estándar[61]

| Here We Go Again |                                                            |                                            |          |  |
| N.º              | Título                                                     | Escritor(es)                               | Duración |  |
| 1.               | «Here We Go Again»                                         | Isaac Hasson, Lindy Robbins, Mher Filian   | 3:46     |  |
| 2.               | «Solo»                                                     | Demi Lovato, Scott Cutler, Anne Preven     | 3:15     |  |
| 3.               | «U Got Nothin' On Me»                                      | Lovato, Filian, Hasson                     | 3:38     |  |
| 4.               | «Falling Over Me»                                          | Lovato, John Fields, Jon McLaughlin        | 4:06     |  |
| 5.               | «Quiet»                                                    | Lovato, Cutler, Preven                     | 2:45     |  |
| 6.               | «Catch Me»                                                 | Lovato                                     | 3:10     |  |
| 7.               | «Every Time You Lie»                                       | Lovato, Fields, McLaughlin                 | 3:49     |  |
| 8.               | «Got Dynamite»                                             | Evan Bogart, Gary Clark, Victoria Horn     | 3:25     |  |
| 9.               | «Stop the World»                                           | Lovato, Nick Jonas, P.J. Bianco            | 3:34     |  |
| 10.              | «World of Chances»                                         | Lovato, John Mayer                         | 2:50     |  |
| 11.              | «Remember December»                                        | Lovato, Fields, Preven                     | 3:11     |  |
| 12.              | «Everything You're Not»                                    | Lovato, Toby Gad, Robbins                  | 3:43     |  |
| 13.              | «Gift of a Friend»                                         | Andy Dodd, Adam Watts                      | 3:25     |  |
| 14.              | «So Far, So Great» (de la serie de TV Sonny With a Chance) | Aris Archontis, Jeannie Lurie, Chen Neeman | 2:17     |  |
| 46:50            |                                                            |                                            |          |  |

| Pistas adicionales de Europa |                |                                          |          |  |
| N.º                          | Título         | Escritor(es)                             | Duración |  |
| 15.                          | «Don't Forget» | Lovato, N. Jonas, Joe Jonas, Kevin Jonas | 3:43     |  |
| 16.                          | «La La Land»   | Lovato, N. Jonas, J. Jonas, K. Jonas     | 3:16     |  |

| Pistas adicionales de Japón |                                                 |                                          |          |  |
| N.º                         | Título                                          | Escritor(es)                             | Duración |  |
| 17.                         | «Here We Go Again» (Sunset In Ibiza Remix)      | Isaac Hasson, Lindy Robbins, Mher Filian | -        |  |
| 18.                         | «Here We Go Again» (Music Video)                |                                          |          |  |
| 19.                         | «Here We Go Again» (Live at Wembey Arena)       |                                          |          |  |
| 20.                         | «Remember December» (Music Video)               |                                          |          |  |
| 21.                         | «Remember December» (Making of the Music Video) |                                          |          |  |

- Edición especial

| Pistas adicionales + DVD |                      |          |  |
| N.º                      | Título               | Duración |  |
| 1.                       | «La La Land»         |          |  |
| 2.                       | «Get Back»           |          |  |
| 3.                       | «Don't Forget»       |          |  |
| 4.                       | «Here We Go Again»   |          |  |
| 5.                       | «Trainwreck»         |          |  |
| 6.                       | «Until You're Mine»  |          |  |
| 7.                       | «Two Worlds Collide» |          |  |
| 8.                       | «Remember December»  |          |  |
| 9.                       | «Party»              |          |  |

## Posicionamiento en listas

### Semanales
| País              | Lista (2009 – 10)        | Mejor Posición |
| ----------------- | ------------------------ | -------------- |
| Argentina         | Argentina Top 20 Albums  | 10             |
| Australia         | Australian Albums Chart  | 40             |
| Bélgica (Flandes) | Belgian Albums Chart     | 88             |
| Brasil            | CD-Top 20 semanal        | 20             |
| Canadá            | Canadian Albums Chart    | 5              |
| España            | Spanish Albums Chart     | 35             |
| Estados Unidos    | Billboard 200            | 1              |
| Estados Unidos    | Digital Albums           | 1              |
| Grecia            | Greek Albums Chart       | 5              |
| Italia            | Italian Albums Chart     | 96             |
| Japón             | Japanese Albums Chart    | 141            |
| México            | Mexican Albums Chart     | 25             |
| Nueva Zelanda     | New Zealand Albums Chart | 10             |
| Reino Unido       | UK Albums Chart          | 199            |

#### Sucesión en listas
| Predecesor: Leave This Town de Daughtry | Billboard 200 — Álbum número uno 2 de agosto de 2009 — 8 de agosto de 2009            | Sucesor: Loso's Way de Fabolous             |
| Predecesor: Leave This Town de Daughtry | Billboard Digital Albums - Álbum número uno 2 de agosto de 2009 - 8 de agosto de 2009 | Sucesor: Only by the Night de Kings of Leon |

### Anuales
| País           | Lista         | Posición |
| -------------- | ------------- | -------- |
| Estados Unidos | Billboard 200 | 109      |

### Certificaciones
| País           | Organismo Certificador | Certificación | Simbolización | Ventas Certificadas | Ref.   |
| -------------- | ---------------------- | ------------- | ------------- | ------------------- | ------ |
| Brasil         | ABPD                   | Oro           | ●             | 20 000              | [ 39 ] |
| Chile          | IFPI                   | Oro           | ●             | 7500                | [ 71 ] |
| Estados Unidos | RIAA                   | Oro           | ●             | 500 000             | [ 72 ] |

## Créditos
| - Demi Lovato: voz, composición - John Fields: producción, composición, tambores, guitarras, teclado, percusión, re-mezclador, programador, respaldo vocal - Ane Preven: composición - Aris Archontis: producción de audio, composición, re-mezclador - Tommy Barbarella: sintetizador - Michael Bland: tambores, programación - E. Kidd Bogart: composición - Ken Chastain: percusión, programación - Daphne Chen: violín - Lauren Chipma: viola - Gary Clark: producción de audio, composición, programación - Bob Clearmountain: mezclador - Mathew Cooker: violonchelo - Jason Coons: ingeniería - Dorian Crozier: ingeniería de audio, tambores - Scott Cutler: composición - Andy Dodd: producción de audio, composición - Richard Dodd: violonchelo - Geoff Dugmore: tambores - Mher Filian: composición, teclados, programación - Nikki Flores: respaldos vocales | - Toby Gad: composición - Eric Gorfain: violín - Paul David Hager: re-mezclador - Isaac Hasson: composición, programación, sintetizador - Victoria Horn: composición - Nicholas Jonas: composición, tambores, respaldos vocales - Simon Sampath Kumar: ingeniería - Chris Lord-Alge: re-mezclador - Jeannie Lurie: producción de audio, composición - John Mayer: composición - Jon McLaughlin: composición, piano, sintetizador, respaldos vocales - Steven Miller: ingeniería - Chen Neeman: composición, producción de audio - Will Owlsey: guitarra, sintetizador, respaldos vocales - Radu Pieptea: violín - PJ Bianco: composición - Wes Precourt: violín - Lindy Robbins: composición, respaldos vocales - David Sage: viola - Superspy: ingeniería de audio, producción de audio - Adam Watts: producción de audio, composición - Stephen Lu: Arreglista, Director de orquesta |

Fuente:Allmusic.

## Fechas de lanzamiento
| País           | Fecha                    |
| -------------- | ------------------------ |
| Argentina      | 17 de julio de 2009      |
| Estados Unidos | 21 de julio de 2009      |
| Canadá         | 21 de julio de 2009      |
| Francia        | 21 de julio de 2009      |
| Brasil         | 21 de julio de 2009      |
| Nueva Zelanda  | 11 de agosto de 2009     |
| Australia      | 11 de agosto de 2009     |
| Taiwán         | 21 de agosto de 2009     |
| Italia         | 11 de septiembre de 2009 |
| Finlandia      | 11 de septiembre de 2009 |
| Dinamarca      | 11 de septiembre de 2009 |
| Países Bajos   | 2 de octubre de 2009     |

| País        | Fecha                   |
| ----------- | ----------------------- |
| Bélgica     | 2 de octubre de 2009    |
| Suiza       | 2 de octubre de 2009    |
| Portugal    | 2 de octubre de 2009    |
| Noruega     | 2 de octubre de 2009    |
| Irlanda     | 2 de octubre de 2009    |
| Alemania    | 16 de octubre de 2009   |
| Sudáfrica   | 16 de octubre de 2009   |
| Polonia     | 16 de octubre de 2009   |
| España      | 24 de noviembre de 2009 |
| Reino Unido | 22 de febrero de 2010   |
| Japón       | 3 de marzo de 2010      |